# Robotron PC 1715
Robotron PC 1715 (PC 1715) је професионални рачунар фирме Robotron који је почео да се производи у Немачкој током 1985. године.
Користио је U880 (Z80 клон) микропроцесорску јединицу а RAM меморија рачунара је имала капацитет од 64 KB. 
Као оперативни систем кориштен је SCP (CP/M клон).

## Детаљни подаци
Детаљнији подаци о рачунару PC 1715 су дати у табели испод.
|                       |                                                                                  |
| [ 1 ]                 |                                                                                  |
| Произвођач            |                                                                                  |
| Тип                   | професионални рачунар                                                            |
| Меморија              | 64 (теоретски прошириво до 256 KB, али проширења никад нису постала доступна)    |
| Поријекло             | Њемачка                                                                          |
| Година                | 1985                                                                             |
| Тастатура             | стил писаће машине, 97 тастера са нумеричком тастатуром и 15 функцијских тастера |
| Процесор              |                                                                                  |
| Фреквенција процесора | 2,25                                                                             |
| RAM                   | 64 (теоретски прошириво до 256 KB, али проширења никад нису постала доступна)    |
| ROM                   | 2 KB                                                                             |
| Текст                 | 64 x 16, 80 x 24                                                                 |
| Графика               | нема                                                                             |
| Боја                  | једна боја, зелени приказ                                                        |
| Звук                  | no звук device                                                                   |
| Димензије             | 50 (ширина) x 40 (дубина) x 14 (висина) / 12,8                                   |
| Портови               |                                                                                  |
| Оперативни систем     | клон)                                                                            |